# Jeff Henley
Jeffrey Owen "Jeff" Henley, född 1945, är en amerikansk företagsledare som är vice styrelseordförande för den amerikanska programvaruföretaget Oracle Corporation sedan 2014, när han avgick som styrelseordförande efter att delgrundaren Larry Ellison slutade som VD och tog över ordförandeklubban. Ellison hade redan tidigare varit styrelseordförande för Oracle 1990–1992 och 1995–2004, i januari 2004 meddelade Oracle att Ellison skulle avgå som styrelseordförande och koncentrera sig helt på att vara VD, styrelsen utsåg Henley som efterträdaren. Henley började själv arbeta på Oracle 1991 när han utsågs till koncernens finansdirektör och blev fyra år senare ledamot i styrelsen.
Han har tidigare arbetat bland annat för Hughes Aircraft, Fairchild Semiconductor International, Inc., Memorex Corp., Saga Corp. (är en del av Sodexo) och Pacific Life Company.
Henley avlade en kandidatexamen i nationalekonomi vid University of California, Santa Barbara och en master of business administration vid University of California, Los Angeles.